# Campiglossa guttata
Campiglossa guttata är en tvåvingeart som först beskrevs av Christian Rudolph Wilhelm Wiedemann 1830.  Campiglossa guttata ingår i släktet Campiglossa och familjen borrflugor. Inga underarter finns listade.